# USL Super League
La USL Super League est un championnat féminin de soccer américain professionnel, organisé par USL, dont la première saison est organisée en 2024-2025.

## Histoire
La USL Super League est d'abord annoncée en 2021 comme un championnat de deuxième division dont le lancement est prévu pour août 2023. Il est ensuite repoussé d'un an et devient un championnat de première division, parallèlement à la NWSL qui existe depuis 2012. Pour la saison inaugurale, huit franchises sont annoncées à Charlotte, Dallas, Lexington, Phoenix, Spokane, Tampa, Tucson et Washington DC, puis une neuvième à Fort Lauderdale.
Finalement la première saison, en 2024-2025, est disputée par huit franchises. Le premier match a lieu le 17 août 2024 à Charlotte et voit le Carolina Ascent s'imposer 1-0 face au DC Power. Le premier but de l'histoire de l'USL Super League est inscrit par Vicky Bruce.
La première finale de la ligue oppose deux équipes floridiennes, le Tampa Bay Sun, deuxième de la saison régulière, au Fort Lauderdale United, quatrième. Cecilie Fløe Nilsen inscrit l'unique but en prolongations et offre le titre au Sun.

## Format
Les saisons se déroulent sur une année scolaire, contrairement à la NWSL qui se joue sur une année civile. L'USL Super League ne suit pas le système de draft.
Les clubs disputent d'abord une phase de ligue, à l'issue de laquelle l'équipe qui arrive en tête remporte le Players' Shield. Les quatre meilleures équipes sont qualifiées pour les play-offs.

## Participants
| \| Carolina Ascent Dallas Trinity Fort Lauderdale United Lexington SC Phoenix Spokane Zephyr Tampa Bay Sun Tucson DC Power Chattanooga Ozark United Indianapolis Sporting JAX Madison Oakland Palm Beach Brooklyn FC \| Localisation des clubs engagés dans le championnat. · Franchises actuelles Franchises futures |
| Carolina Ascent Dallas Trinity Fort Lauderdale United Lexington SC Phoenix Spokane Zephyr Tampa Bay Sun Tucson DC Power Chattanooga Ozark United Indianapolis Sporting JAX Madison Oakland Palm Beach Brooklyn FC |

| Nom                        | Siège                       | Club masculin associé         | Début |
| -------------------------- | --------------------------- | ----------------------------- | ----- |
| Brooklyn FC                | New York City, New York     | Brooklyn FC (USLC)            | 2024  |
| Carolina Ascent FC         | Charlotte, Caroline du Nord | Charlotte Independance (USL1) | 2024  |
| Dallas Trinity FC          | Dallas/Fort Worth, Texas    |                               | 2024  |
| DC Power FC                | Washington, DC              | Loudoun United (USLC)         | 2024  |
| Fort Lauderdale United FC  | Fort Lauderdale, Floride    |                               | 2024  |
| Sporting Club Jacksonville | Jacksonville, Floride       | Sporting Club Jacksonville    | 2025  |
| Lexington SC               | Lexington, Kentucky         | Lexington SC (USLC)           | 2024  |
| Spokane Zephyr FC          | Spokane, Washington         | Spokane Velocity (USL1)       | 2024  |
| Tampa Bay Sun FC           | Tampa, Floride              |                               | 2024  |

| Nom                | Siège                        | Club masculin associé     | Début prévu |
| ------------------ | ---------------------------- | ------------------------- | ----------- |
| Pas encore annoncé | Chattanooga, Tennessee       | Chattanooga Red Wolves SC |             |
| Pas encore annoncé | Indianapolis, Indiana        | Indy Eleven               |             |
| Pas encore annoncé | Madison, Wisonsin            | Forward Madison           |             |
| Oakland Soul SC    | Oakland, Californie          | Oakland Roots             |             |
| Ozark United FC    | Rogers, Arkansas             | Ozark United FC           |             |
| Pas encore annoncé | Comté de Palm Beach, Floride |                           |             |
| Pas encore annoncé | Phoenix, Arizona             | Phoenix Rising FC         |             |
| Pas encore annoncé | Tucson, Arizona              | FC Tucson                 |             |

1. ↑  Lorsque l'USL Super League a commencé à jouer, l'équipe masculine du Lexington SC a joué en USL League One. L'équipe masculine a rejoint l'USL Championship après la saison 2024 de cette ligue.

## Palmarès
| Saison    | Players' Shield | Champion      | Finaliste              |
| --------- | --------------- | ------------- | ---------------------- |
| 2024-2025 | Carolina Ascent | Tampa Bay Sun | Fort Lauderdale United |